# Živočišný produkt
Živočišné produkty (nebo zvířecí produkty) jsou všechny produkty, které jsou získány z těla živočicha. Do této kategorie spadají jak produkty, které zvíře vyprodukovalo (například mléko, vejce a med), tak i produkty, které byly získány usmrcením zvířete.
Termín se často používá v souvislosti s dietami či životními styly - často s veganstvím nebo vegetariánstvím, ale také například v souvislosti s kašrutem, halalem nebo vitariánstvím. V laktoovovegetariánství je tento termín důležitý především kvůli tomu, že většinou odmítá ty živočišné produkty, kvůli kterým bylo zvíře zabito, zatímco veganství odmítá veškeré živočišné produkty.
Běžně nejsou za živočišné produkty označovány zkameněliny ani produkty z rozložených těl živočichů (například ropa). Rostliny hnojené pozůstatky zvířecích těl se také nepovažují za živočišné produkty.

## Ekologické hledisko živočišných produktů
Potravinám pocházejícím z živočišné výroby je dlouhodobě vyčítán jejich vliv na globální klima a odlesňování lesních porostů. Zároveň jsou produkty živočišného původu významným emitentem skleníkových plynů a to hlavně metanu. Podle některých zdrojů by odbourání konzumace živočišné stravy a přechod stravu rostlinnou mohl ve velkém pomoci ke snížení emisí a tím i snížení dopadu na globální změnu klimatu.

## Seznam živočišných produktů

### Běžně používané k jídlu
Následuje databáze živočišných produktů, které jsou určené pro člověka k jídlu nebo do některých jedlých produktů přidávány.
První část seznamu obsahuje ty živočišné produkty, které byly získány z těla živočicha tak, že bylo zvíře usmrceno. Některé ostatní živočišné produkty avšak také více či méně přímo zapříčiňují smrt zvířete, ale pouze tyto jsou nevhodné pro všechny vegetariány.
- maso
  - masový vývar
  - ryby
  - mořské plody
- vnitřnosti/orgány
  - játra
    - foie gras

  - žaludek
    - syřidlo/rennet - používán při výrobě sýra - druhy syřidla:
      - enzymy z telecích žaludků - nejčastější v Evropě
        - chymosin
        - rennin
        - pepsin
        - lipáza

      - mikrobiální rennet - nejčastější v Severní Americe - vhodný pro laktovegetariány
      - rostlinný rennet - vhodný pro laktovegetariány
      - geneticky modifikovaný rennet - vhodný pro laktovegetariány
      - použití kyseliny (například kyselina citrónová) místo syřidla - vhodné pro laktovegetariány

  - střevo - často používané jako obal masných výrobků (například párek)
    - ovčí střívko

  - vyzí klih - z plynového měchýře ryb - občas používaný při výrobě piva, v ČR jsou ale povoleny pouze tři ingredience pro výrobu piva (slad, chmel a voda); také používaný při výrobě vína - viz seznam piv a vín a vhodnosti pro vegetariány a vegany
- penis - například v čínské kuchyni
- varle
- šlacha
  - kolagen - běžně extrahován z jatečného odpadu
    - želatina (E 441 - v ČR je zakázáno používat k označení želatiny zkratku, kterou mají aditiva)/klih - vzniká vařením kolagenu
      - aspik - označení pro produkty zalité v želatině
      - želé - existuje několik druhů podle výchozího produktu
        - ze želatiny - živočišný produkt nevhodný pro vegetariány
        - z pektinu - vhodné pro vegany
        - z agaru - vhodné pro vegany
        - z karagenanu - vhodné pro vegany
        - z karubinu - vhodné pro vegany
- kosti
  - kostní moučka/masokostní moučka (E 542 - jako aditivum je v Česku zakázána) - jeden z produktů kafilérie
  - kostní uhlí
  - kostní dřeň/morek
  - kostice - součást velrybí horní čelisti - skládá se především z keratinu
- chitin
- živočišné uhlí
  - medicinální uhlí (E 153) - v jídle by mělo být použito pouze uhlí rostlinného původu[4][5]
- živočišné tuky
  - rybí tuk
  - žraločí tuk
    - skvalen

  - velrybí tuk
  - norkový tuk
  - cibetkový tuk
  - sádlo
  - lůj
  - axungie
  - stearin
- glycerol (E 422) - často vyráběn z živočišných tuků, které jsou výstupním produktem kafilérií
  - amonné soli fosfatidových kyselin (emulgátor RM a emulgátor LM, E 442) - vyráběny z glycerolu[6]
  - estery monoglyceridů s kyselinou octovou, mléčnou, citrónovou, vinnou a acetylvinnou (E 472) - vyráběny z glycerolu[7]
  - cukroglyceridy (E 474) - vyráběny z glycerolu[7]
  - polyglycerolpolyricinoleát (E 476) - podle Vegan Society[5] a dalších zdrojů může být vyráběn z glycerolu[7], ale v současnosti se veškerý na trhu vyrábí z rostlin
  - laktylované estery glycerolu (E 478) - vyráběny z glycerolu[7]
  - oxidovaný sojový olej a jeho produkty (E 479b) - vyráběn z glycerolu[7]
  - glyceryldiacetát[8]
  - glyceryltriacetát (E 1518) - derivát glycerolu[5][8]
  - diacetin-glyceryl[8]
  - mono- a diglyceridy mastných kyselin - E 471 - vyráběny z glycerolu a mastných kyselin[6]
  - estery polyglycerolu s mastnými kyselinami (z jedlých tuků) - E 475 - vyráběny z glycerolu a mastných kyselin[7]
  - glycin a jeho sodná sůl (E 640)[5]
- mastné kyseliny (E 570)[5] - často vyráběny z živočišných tuků, které jsou výstupním produktem kafilérií
  - kyselina stearová (E 570)[5]
  - kyselina olejová[5]
  - kyselina laurová[5]
  - kyselina palmitová[5]
  - butylstearát (E 570)[5]
  - polyoxyethylenstearát (E 430) - v Česku zakázán[5]
  - polyoxyethylenmonostearát (E 431) - v Česku zakázán[5]
  - tweeny - vyráběny z mastných kyselin[5]
    - polyoxyethylensorbitanmonolaurát (polysorbát 20/tween 20, E 432)
    - polyoxyethylensorbitanmonooleát (polysorbát 80/tween 80, E 433)
    - polyoxyethylensorbitanmonopalmitát (polysorbát 40/tween 40, E 434)
    - polyoxyethylensorbitanmonostearát (polysorbát 60/tween 60, E 435)
    - polyoxyethylensorbitantristearát (polysorbát 65/tween 65, E 436)

  - spany - vyráběny z mastných kyselin[9][5]
    - sorbitanmonostearát (span 60, E 491)
    - sorbitantristearát (span 65, E 492)
    - sorbitanmonolaurát (span 20, E 493)
    - sorbitanmonooleát (span 80, E 494)
    - sorbitanmonopalmitát (span 40, E 495)

  - sodné, draselné a vápenaté soli mastných kyselin z jedlých tuků (E 470a) - vyráběny z mastných kyselin[6]
  - hořečnaté soli mastných kyselin z jedlých tuků (E 470b) - vyráběny z mastných kyselin[6]
  - cukroestery (estery sacharózy s mastnými kyselinami z jedlých tuků, E 473) - vyráběny z mastných kyselin[7]
  - estery propan-1,2-diolu s mastnými kyselinami (E 477)[7]
  - stearoyl-2-laktylát sodný (E 481) - vyráběn z mastných kyselin[9][5]
  - stearoyl-2-laktylát vápenatý (E 482) - vyráběn z mastných kyselin[9][5]
  - stearyltartarát (E 483) - vyráběn z mastných kyselin[9][5]
  - stearan hořečnatý (E 572) - vyrobený z mastných kyselin - v Česku je jako aditivum zakázán[5]
  - oxystearin[8]
  - mono- a diglyceridy mastných kyselin - E 471 - vyráběny z glycerolu a mastných kyselin[6]
  - estery polyglycerolu s mastnými kyselinami (z jedlých tuků) - E 475 - vyráběny z glycerolu a mastných kyselin[7]
- krev
  - juwim[10]
- kůže
- štětiny
  - L-cystein (E 920)[11] - vyráběn z lidských vlasů nebo štětin prasat - v ČR povolen
    - L-cystein hydrochlorid monohydrát (E 921)[12] - v ČR zakázán
- kopyto
- roh
  - keratin/rohovina[5]
- jikry
  - kaviár - získává se většinou přímo z ryby po usmrcení
- kyselina mravenčí (E 236) - používá se převážně syntetická
  - mravenčan sodný (E 237) - sůl kyseliny mravenčí, v Česku není povolen předpisy
  - mravenčan vápenatý (E 238) - sůl kyseliny mravenčí, v Česku není povolen předpisy
- medovice - může obsahovat mrtvý hmyz
- šelak (E 904) - může obsahovat mrtvý hmyz
- košenila, kyselina karmínová, karmíny (karmazíny) - E 120 - vyráběny z brouka košenily
- hormony
  - estrogen[5]
  - progesteron[5]
  - testosteron[5]
- oleostearin[5]
- elastin[5]
- retikulin[5]
- taurin - často bývá vyráběn synteticky (například v Red Bullu), ale může být vyráběn také z živočišných zdrojů (játra)
- riboflavin, riboflavin-5'-fosforečnan (E 101) - může být živočišného původu[5]
- lutein (E 161b) - jako aditivum většinou vyráběn z okvětních lístků měsíčku[13]
- kanthaxanthin (E 161g) - v ČR je povolen pouze pro štrasburské párky, jinak se používat nesmí, krmí se s ním ale slepice a lososi kvůli dosažení lepšího zbarvení vajec/masa[14]
- dusičnan draselný (ledek draselný; E 252) - většinou vyráběn synteticky[15]
- guanylát sodný (E 627)[5]
- inosinan sodný (E 631) - běžně vyráběn z masa nebo ryb[16]
- 5'ribonukleotidy sodné (E 635)[5]
- hexafosfát[5]
- meso-inositol vápenatý[5]
- hepatonát vápenatý[8]
- fytát vápenatý[8]
- monoacetát[8]
- monoacetin[8]
- triacetin[8]
- leucin (E 641) - může být živočišného původu[8]

Další část seznamu obsahuje živočišné produkty vyráběné z vajec, takže nevhodné pro laktovegetariány a vegany.
- vejce
  - vaječný žloutek
  - vaječný bílek
  - vaječná melanž
  - vaječná bílkovina
  - lecitin (E 322) - může být vyráběn z vajec, ale bývá získáván také ze sóji a dalších rostlinných zdrojů[5]

Poslední část seznamu obsahuje všechny ostatní živočišné produkty - tím pádem nevhodné pro vegany.
- mléko a mléčné výrobky
  - sýr (pokud bylo použito jiné syřidlo než extrakt z telecích žaludků)
  - syrovátka
  - tvaroh
  - jogurt
  - kefír
  - smetana
  - máslo
  - zmrzlina
  - pudink
  - kasein
  - kyselina mléčná (E 270)
    - mléčnan sodný (E 325) - sůl kyseliny mléčné
    - mléčnan draselný (E 326) - sůl kyseliny mléčné
    - mléčnan vápenatý (E 327) - sůl kyseliny mléčné
    - mléčnan železnatý (E 585) - sůl kyseliny mléčné

  - laktóza
  - laktitol (E 966) - vyráběn ze syrovátek[17]
- hnízdo salangy - v čínské kuchyni často používané k výrobě polévky
- med[18]
- včelí vosk (E 901)[5]
- mateří kašička[5]
- placenta[5]
- plodová voda[5]

### Ostatní
Následující produkty živočišného původu (nebo s velkou pravděpodobností živočišného původu) se používají k jiným účelům, než je stravování.
První část seznamu obsahuje ty živočišné produkty, které byly získány z těla živočicha tak, že bylo zvíře zabito, a tím pádem jsou nevhodné pro vegetariány.
- kosti
  - kostní moučka (E 542)/masokostní moučka - jeden z produktů kafilérie
  - kostní uhlí/živočišné uhlí
  - morek
- tabua - zub vorvaně obrovského
- želvovina
- slonovina
- kly
- rohy
  - keratin (rohovina) - získáván z lidských nehtů nebo vlasů[5] nebo jiných živočišných zdrojů
- parohy
- kostice - součást velrybí horní čelisti - skládá se především z keratinu
- živočišné tuky
  - velrybí tuk
    - vorvaňovina - často přidávána do kosmetiky

  - sádlo
  - lůj
  - glycerol/glycerín (E 422) - často vyráběn z živočišných tuků, které jsou výstupním produktem kafilérií
  - mýdlo - často vyráběno z živočišných tuků, které jsou výstupním produktem kafilérií
  - mastné kyseliny - často vyráběny z živočišných tuků, které jsou výstupním produktem kafilérií
- šlachy
  - želatina (E 441 - tato zkratka je v ČR zakázána)
- střevo
  - ovčí střívko
- krev
- kůže
  - semiš
  - jelenice
  - pergamen
- penis
  - předkožka - používaná k léčbě popálenin
- srst
  - kožešina
  - štětiny
  - peří
- pižmo/mošus
  - bobří pižmo - často přidáváno do kosmetiky
- hormony
  - estrogen
  - progesteron
  - testosteron
- dusičnan draselný (ledek draselný, E 252) - většinou vyráběn synteticky
- žluč
- žlučové kameny
- ambra
- rybí šupiny
- rybí moučka - jako krmivo pro zvířata
- schránka
  - ulita
  - lastura
  - mušle
  - sépiová kost
  - chitin
- perleť - materiál produkovaný na vnitřní straně schránek měkkýšů
- ježovky
- sumýši
- houbovci
  - mycí houba - v minulosti byli používáni houbovci jako mycí houby nebo houby na tabuli
- koráli
- hedvábí - při získávání hedvábí ve velkém množství umírají bourci
- šelak (E 904) - může obsahovat mrtvý hmyz
- kyselina mravenčí (E 236) - používá se převážně syntetická
  - mravenčan sodný (E 237) - sůl kyseliny mravenčí, v Česku není povolen předpisy
  - mravenčan vápenatý (E 238) - sůl kyseliny mravenčí, v Česku není povolen předpisy

Zbytek živočišných produktů byl ze živočicha získán nesmrtící (neletální) cestou, přesto je považován za nevhodný pro vegany (předchozí seznam je také nevhodný pro vegany), protože ti odmítají veškeré živočišné produkty.
- mléko a mléčné výrobky - používané například v kosmetice
  - syrovátka - používaná například v kosmetice
- med[18]
- včelí vosk (E 901)[5]
- mateří kašička[5]
- propolis[5]
- včelí jed[5]
- hadí jed[5]
- perla
- moč
  - močovina
- vlna
  - lanolin
- angora
- kašmír
- inkoust sépie (viz Sépie (barvivo))
- purpur (barvivo získávané ze středomořského měkkýše ostranky)
- guano - trus ptáků
- hnůj
- hyraceum (exkrementy damana skalního)
- placenta - často přidávaná do kosmetiky (šamponů)
- plodová voda[5]

## Seznam aditiv živočišného původu
Některé živočišné produkty mohou být označovány také písmenem E a svým číselným označením. Mezi tyto přídatné látky patří všechny následující. U některých produktů může být uvedeno, že se ve většině případů jedná o produkt neživočišného původu, a u některých také to, že nejsou povoleny normami České republiky, přesto jsou zde však pro jistotu uvedeny.
Nevhodné pro všechny vegetariány:
- E 101 - riboflavin, riboflavin-5'-fosforečnan - může být živočišného původu[5]
- E 120 - košenila, kyselina karmínová, karmíny (karmazíny) - vyráběny z brouka košenily
- E 153 - medicinální uhlí (v jídle by mělo být použito pouze uhlí rostlinného původu)[4][5]
- E 161b - lutein - jako aditivum většinou vyráběn z okvětních lístků měsíčku[13]
- E 161g - kanthaxanthin - v ČR je povolen pouze pro štrasburské párky, jinak se používat nesmí, krmí se s ním ale slepice a lososi kvůli dosažení lepšího zbarvení vajec/masa[14]
- E 236 - kyselina mravenčí - používá se převážně syntetická
- E 237 - mravenčan sodný - sůl kyseliny mravenčí, v Česku není povolen předpisy
- E 238 - mravenčan vápenatý - sůl kyseliny mravenčí, v Česku není povolen předpisy
- E 252 - dusičnan draselný (ledek draselný) - většinou vyráběn synteticky
- E 430 - polyoxyethylenstearát - v Česku zakázán
- E 431 - polyoxyethylenmonostearát - v Česku zakázán
- E 432 - polyoxyethylensorbitanmonolaurát (polysorbát 20/tween 20) - vyráběn z mastných kyselin
- E 433 - polyoxyethylensorbitanmonooleát (polysorbát 80/tween 80) - vyráběn z mastných kyselin
- E 434 - polyoxyethylensorbitanmonopalmitát (polysorbát 40/tween 40) - vyráběn z mastných kyselin
- E 435 - polyoxyethylensorbitanmonostearát (polysorbát 60/tween 60) - vyráběn z mastných kyselin
- E 436 - polyoxyethylensorbitantristearát (polysorbát 65/tween 65) - vyráběn z mastných kyselin
- E 441 - želatina - v ČR je zakázáno používat k označení želatiny zkratku, kterou mají aditiva
- E 442 - amonné soli fosfatidových kyselin (emulgátor RM, emulgátor LM) - vyráběny z glycerolu[6]
- E 470a - sodné, draselné a vápenaté soli mastných kyselin z jedlých tuků - vyráběny z mastných kyselin[6]
- E 470b - hořečnaté soli mastných kyselin z jedlých tuků - vyráběny z mastných kyselin[6]
- E 471 - mono- a diglyceridy mastných kyselin - vyráběny z glycerolu a mastných kyselin[7]
- E 472 - estery monoglyceridů s kyselinou octovou, mléčnou, citrónovou, vinnou a acetylvinnou - vyráběny z glycerolu[7]
- E 473 - cukroestery (estery sacharózy s mastnými kyselinami z jedlých tuků) - vyráběny z mastných kyselin[7]
- E 474 - cukroglyceridy - vyráběny z glycerolu[7]
- E 475 - estery polyglycerolu s mastnými kyselinami (z jedlých tuků) - vyráběny z glycerolu a mastných kyselin[7]
- E 476 - polyglycerolpolyricinoleát - podle Vegan Society[5] a dalších zdrojů může být vyráběn z glycerolu[7], ale v současnosti se veškerý na trhu vyrábí z rostlin
- E 477 - estery propan-1,2-diolu s mastnými kyselinami[7]
- E 478 - laktylované estery glycerolu - vyráběny z glycerolu[7]
- E 479b - oxidovaný sojový olej a jeho produkty - vyráběn z glycerolu[7]
- E 481 - stearoyl-2-laktylát sodný - vyráběn z mastných kyselin[9][5]
- E 482 - stearoyl-2-laktylát vápenatý - vyráběn z mastných kyselin[9][5]
- E 483 - stearyltartarát - vyráběn z mastných kyselin[9][5]
- E 491 - sorbitanmonostearát (span 60) - vyráběn z mastných kyselin[9][5]
- E 492 - sorbitantristearát (span 65) - vyráběn z mastných kyselin[9][5]
- E 493 - sorbitanmonolaurát (span 20) - vyráběn z mastných kyselin[9][5]
- E 494 - sorbitanmonooleát (span 80) - vyráběn z mastných kyselin[9][5]
- E 495 - sorbitanmonopalmitát (span 40) - vyráběn z mastných kyselin[9][5]
- E 542 - jedlá kostní moučka - v Česku je jako aditivum zakázána
- E 570 - mastné kyseliny/kyselina stearová - často vyráběny z živočišných tuků, které jsou výstupním produktem kafilérií
- E 572 - stearan hořečnatý - vyrobený z mastných kyselin - v Česku je jako aditivum zakázán
- E 627 - guanylát sodný[5]
- E 631 - inosinan sodný - běžně vyráběn z masa nebo ryb[16]
- E 635 - 5'ribonukleotidy sodné[5]
- E 640 - glycin a jeho sodná sůl[5]
- E 641 - leucin - může být živočišného původu[8]
- E 904 - šelak - může obsahovat mrtvý hmyz
- E 920 - L-cystein, L-cystein hydrochlorid[19][5] - vyráběn z lidských vlasů nebo štětin prasat
- E 921 - L-cystein hydrochlorid monohydrát[19][5] - v ČR zakázán
- E 1518 - glyceryltriacetát - derivát glycerolu[5]

Pokud vynecháme ze seznamu látky, které jsou prakticky vždy jiného než živočišného původu, a ty, které jsou v Česku zakázány jako aditiva, zbudou následující: E 101, E 120, E 422, E 432-436, E 442, E 470-475, E 477, E 478, E 479b, E 481-483, E 491-495, E 570, E 627, E 631, E 635, E 640, E 904, E 920, E 1518.
Nevhodné pouze pro laktovegetariány a vegany:
- E 322 - lecitin - může být vyráběn z vajec, ale bývá získáván také ze sóji a dalších rostlinných zdrojů[5]

Nevhodné pouze pro vegany:
- E 270 - kyselina mléčná[5]
- E 325 - mléčnan sodný - sůl kyseliny mléčné[5]
- E 326 - mléčnan draselný - sůl kyseliny mléčné[5]
- E 327 - mléčnan vápenatý - sůl kyseliny mléčné[5]
- E 585 - mléčnan železnatý[5]
- E 901 - včelí vosk[5]
- E 966 - laktitol - vyráběn ze syrovátek[17]